# Улица Академика Семёнова
У́лица Акаде́мика Семёнова (название утверждено 27 июля 1996 года) — улица в Юго-Западном административном округе города Москвы на территории района Южное Бутово.
Берёт начало от Бунинской аллеи и пролегает до Остафьевской улицы. Нумерация домов начинается от Бунинской аллеи.
После пересечения с улицей Академика Понтрягина идёт по закрытой территории посёлка Потапово.

## Происхождение названия
Названа в 1996 году в честь Николая Николаевича Семёнова (1896—1986) — физика, химика, одного из основоположников химической физики, создателя теории теплового взрыва, лауреата Нобелевской премии 1956 года.

## Здания и сооружения
По нечётной стороне:
По чётной стороне:

## Транспорт

### Метро
- Станция метро  Бунинская аллея.

### Автобус
- Автобусное сообщение в двух направлениях от Бунинской аллеи до Проектируемого проезда №7048

Автобусные остановки
Чётная сторона:
- Бартеневская улица: С953 165 895 917 978
- Улица Академика Семёнова: С953 165 895 917 978
- СНТ Гавриково-1 (прежнее название: Комплекс В Южного Бутова): С953 165 895 917 978

Нечётная сторона: 
- Школа: С936 895 917 967 978
- СНТ Гавриково-1 (прежнее название: Комплекс В Южного Бутова): С953 165 895 917 978
- Улица Академика Семёнова: С953 165 895 917 978

Автобусные маршруты
- С936: прямой - от улицы Кадырова до Проектируемого проезда №7048 (остановок нет); обратный - от Проектируемого проезда №7048 до улицы Кадырова
- С953: от Бунинской аллеи до улицы Кадырова; обратный - от улицы Кадырова до Бунинской аллеи
- 165: от Бунинской аллеи до улицы Кадырова; обратный - от улицы Кадырова до Бунинской аллеи
- 895: прямой - от Бунинской аллеи до Проектируемого проезда №7048; обратный - от Проектируемого проезда №7048 до Бунинской аллеи
- 917: прямой - от Бунинской аллеи до Проектируемого проезда №7048; обратный - от Проектируемого проезда №7048 до Бунинской аллеи
- 967: прямой - от улицы Кадырова до Проектируемого проезда №7048 (остановок нет); обратный - от Проектируемого проезда №7048 до улицы Кадырова
- 978: прямой - от Бунинской аллеи до Проектируемого проезда №7048; обратный - от Проектируемого проезда №7048 до Бунинской аллеи